# Fallen Gods
Fallen Gods es una novela original escrita por Jonathan Blum y Kate Orman y basada en la serie de televisión británica de ciencia ficción Doctor Who. Cuenta con el octavo doctor. Fue lanzado como una edición de tapa dura estándar y una edición de lujo (ISBN 1-903889-21-9) con un frontispicio de Daryl Joyce. Ambas ediciones tienen un prólogo de Storm Constantine. Recibió el Premio Aurealis a la mejor novela de ciencia ficción de australiana de 2004.